# Хоминка (Одесская область)
Хоминка (укр. Хоминка) — село, относится к Раздельнянскому району Одесской области Украины.
Население по переписи 2001 года составляло 105 человек. Почтовый индекс — 67470. Телефонный код — 4853. Занимает площадь 0,747 км². Код КОАТУУ — 5123981406.

### Известные жители и уроженцы Хоминки
- Е. Х. Ферстер (1756—1826) — российский командир эпохи наполеоновских войн, генерал-лейтенант Русской императорской армии.

## Местный совет
67470, Одесская обл., Раздельнянский р-н, с. Егоровка